# Falkenau (Löbichau)
Falkenau ist eine mit Löbichau verschmolzene Ortslage im Landkreis Altenburger Land in Thüringen.

## Lage
Der Ortsteil befindet sich am westlichen Ortsrand der Kerngemeinde Löbichau im Ronneburger Acker- und Bergbaugebiet und späteren Wismutbergbaugelände in der Nähe der Bundesstraße 7 und Bundesautobahn 4.

## Angrenzende Orte
Angrenzende Orte sind im Nordosten Löbichau, im Osten Kleinstechau und im Südwesten Beerwalde.

## Geschichte
Im Jahr 1336 fand die urkundliche Ersterwähnung statt. Die Gemeinde weist 1445 nach und meint, 1225 wäre die Erwähnung des Ortsteils irgendwo erfolgt. 1445 besaß das Dorf fünf Bauernhöfe. 1806 und 1815 erfolgten Einquartierungen von Soldaten, die den Ort stark belasteten. In dem Ort existieren typische Altenburger Vierseitenhöfe. Nach der Kollektivierung der und dem Einzug der Wismut AG zu DDR-Zeiten werden die meisten Höfe nicht mehr landwirtschaftlich genutzt.
Falkenau gehörte zum wettinischen Amt Altenburg, welches ab dem 16. Jahrhundert aufgrund mehrerer Teilungen im Lauf seines Bestehens unter der Hoheit folgender Ernestinischer Herzogtümer stand: Herzogtum Sachsen (1554 bis 1572), Herzogtum Sachsen-Weimar (1572 bis 1603), Herzogtum Sachsen-Altenburg (1603 bis 1672), Herzogtum Sachsen-Gotha-Altenburg (1672 bis 1826). Bei der Neuordnung der Ernestinischen Herzogtümer im Jahr 1826 kam der Ort wiederum zum Herzogtum Sachsen-Altenburg.
Nach der Verwaltungsreform im Herzogtum gehörte Falkenau bezüglich der Verwaltung zum Ostkreis (bis 1900) bzw. zum Landratsamt Ronneburg (ab 1900). Das Dorf gehörte ab 1918 zum Freistaat Sachsen-Altenburg, der 1920 im Land Thüringen aufging. 1922 kam es zum Landkreis Gera. Zur gleichen Zeit erfolgte am 1. Oktober 1922 die Eingemeindung nach Löbichau.
Bei der zweiten Kreisreform in der DDR wurden 1952 die bestehenden Länder aufgelöst und die Landkreise neu zugeschnitten. Somit kam Falkenau als Ortsteil der Gemeinde Löbichau mit dem Kreis Schmölln an den Bezirk Leipzig, der seit 1990 als Landkreis Schmölln zu Thüringen gehörte und bei der thüringischen Kreisreform 1994 im Landkreis Altenburger Land aufging.